# Elecciones generales de Honduras de 1883
Las elecciones generales de Honduras de 1883, se realizaron el 9  de noviembre de 1883 en forma emergente, para el cambio de autoridades gubernamentales como ser:
- Presidente de Honduras: jefe de Estado de Honduras que ejercerá las funciones de dirección del Poder Ejecutivo de Honduras por mandato del pueblo. Las elecciones se realizaban en una Asamblea Nacional, seguidamente se seleccionaban los candidatos a diputados del Congreso.

El presidente constitucional doctor Marco Aurelio Soto se retira de la presidencia en 1883, queda en su lugar un Consejo de Ministros encabezado por los ministros, general Luis Bográn Barahona, general Enrique Gutiérrez Lozano y licenciado Rafael Alvarado Manzano, desde el mes de mayo del año en curso. Gutiérrez que se desempeñaba como Ministro de Guerra era el favorito para suceder a Soto en la presidencia, pero un hecho oscuro se apoderó de los destinos de la nación hondureña, Enrique Gutiérrez falleció el 11 de septiembre en forma inesperada, en plena campaña electoral. Las elecciones generales contaban con cuatro candidatos oficiales, dos de la Liga Liberal y dos del Partido Conservador, en ese caso, el pueblo se decantó por el conservadurismo el candidato conservador Luis Bográn fue el contundente vencedor en estos comicios.
En 1886 el general Emilio Delgado encabezó una operación para apartar a Bográn Barahona de la presidencia, el intento fallo y Delgado junto con sus compañeros fueron apresados y llevados a Tribunal de Guerra en Comayagua, presidido por el general Longino Sánchez; Delgado fue encontrado culpable y condenado a muerte por traición y ejecutado mediante fusilamiento un 18 de octubre de 1886.